# NGC 3355
NGC 3355 في الفهرس العام الجديد، هي مجرة، تقع في كوكبة الشجاع. اكتشفت في 12 أبريل 1866 بواسطة صموئيل لانغلي بيربونت.

## روابط خارجية
- NGC 3355 على موقع ويكي سكاي: DSS2, SDSS, GALEX, IRAS, Hydrogen α, X-Ray, Astrophoto, Sky Map, Articles and images